# 沖縄県の年表
沖縄県の年表（おきなわけんのねんぴょう）は、沖縄県の歴史を年表形式に掲載した。

## 年表

### 先史時代～三山時代
- 紀元前16616年頃天孫氏王統が開闢（『中山世譜』、神話上の出来事）
- 610 年 隋の流求侵攻（台湾説あり）
- 715年「奄美・夜久・度感・信覚・球美」から日本へ来朝
- 753年 鑑真を乗せた遣唐使船が阿児奈波（あこなは、現在の沖縄本島）に到着[注 1][1]。
- 1187年頃 舜天が即位したといわれている。中山（浦添城）に都を定めたと伝わる。
- 1250年 飢饉で人民の半数が死亡。当時の王義本から英祖への禅譲に繋がる[2]
- 1260年頃 英祖が即位したといわれている。伊祖城を構えたと伝わる。
- 1264年 久米、慶良間、伊平屋から英祖に入貢がある（『球陽』）
- 1265年 琉球に仏教伝来、浦添に極楽寺創建。
- 1266年ごろ 与論島などが英祖に入貢[注 2]。
- 1317年 「密牙古人」が中国に漂着する（「元史」、「温州府志」）。
- 1350年頃 察度が中山王に即位したといわれている。
- 1368年 波上山に護国寺創建。
- 1370年 - 1380年代 北山、中山、南山の各王が相次ぎ明に朝貢する。後に冊封を受け、進貢貿易開始。なお、年次は諸説あり定まらない。
  - 1372年（洪武5年） 一説には中山の察度が明に入貢したとある。
  - 1380年 - 1385年 南山の承察度、続けて明に入貢（『大明実録』）。
  - 1394年 北山の珉、明に入貢。
- 1389年 察度、朝鮮人被慮人を倭寇より買取り、玉之掟を遣して高麗に送還する。
- 1390年 宮古の与那覇勢頭豊見親、中山に入貢する[3]。
- 1392年頃 閩人三十六姓（久米三十六姓）が帰化したといわれている。
- 1394年 南山の承察度、朝鮮に亡命したと伝わる（『李朝実録』）
- 1404年（永楽2年） 明の永楽帝が中山王武寧に冊封使を遣わす。（『球陽』）
- 1406年（永楽4年） 尚巴志、浦添城の武寧を討ち察度王統を滅ぼす。中山の都を浦添から首里に移す。尚思紹が中山王に即位する。第一尚氏王統開始。
- 1414年 中山王、室町幕府に遣使する。[4]
- 1420年（永楽18年） 護佐丸が座喜味城を築く。
- 1421年 朝鮮に向かう琉球船が倭寇（対馬海賊）に襲撃される。[5]

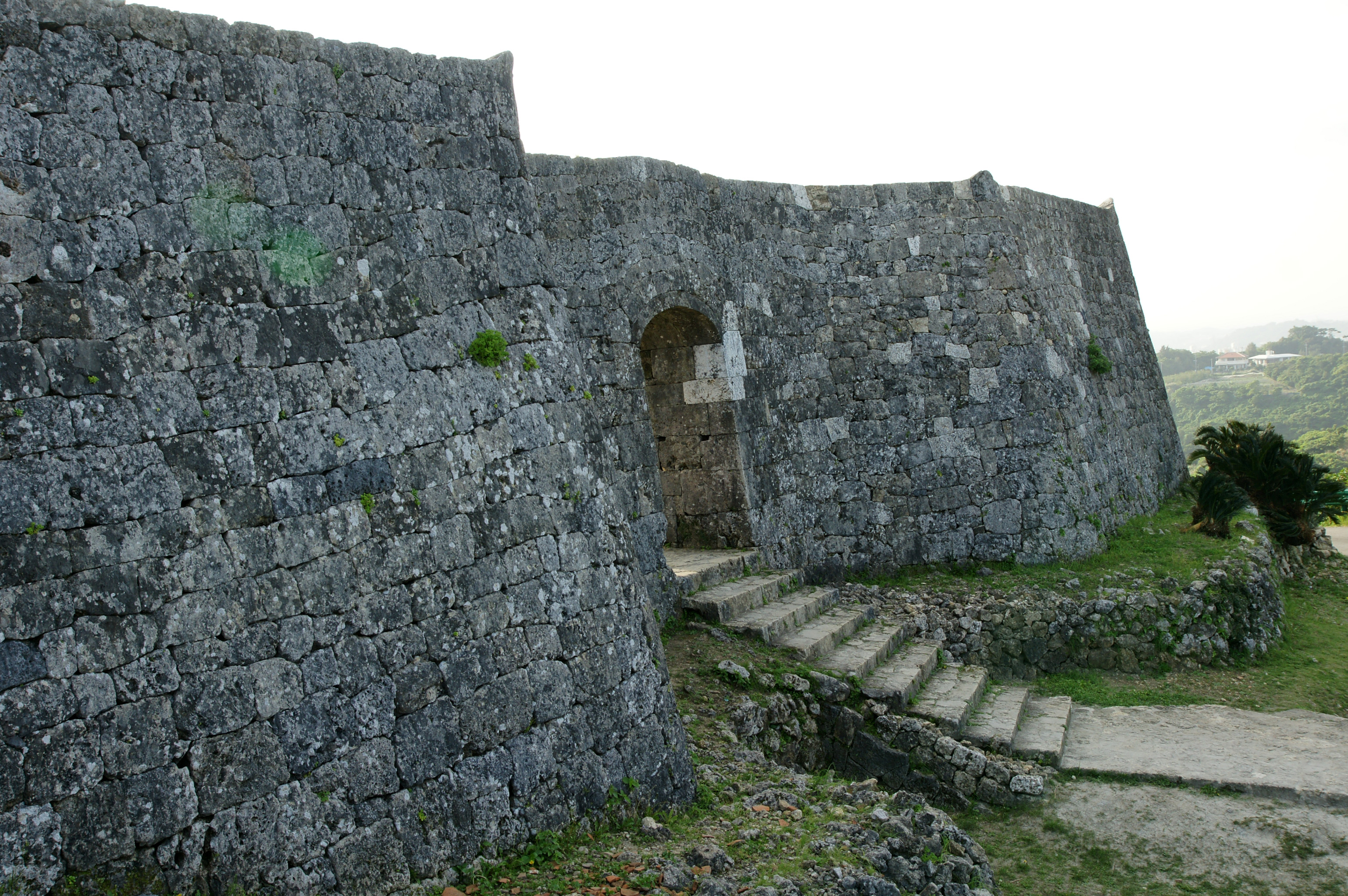
中城城

### 琉球王国時代

#### 第一尚氏王統
- 1429年（宣徳4年） 尚巴志王が三山統一を果たす。
- 1431年 対馬海賊頭目早田六郎次郎の警固により通信使が朝鮮に至る[5]。
- 1441年 - 1447年 この頃奄美大島を攻撃し[6][7]、同島を尚思達王が制圧。
- 1448年 北京の会同館で琉球使が騒動を起こす。
- 1450年 京の禅僧、芥隠承琥 が来琉する。後の4代、尚泰久王・尚徳王・尚円王・尚真王に仕え、琉球の臨済宗の開祖となる。
- 1451年（宝徳3年） 兵庫津に入港した琉球商船が下ろした交易品を細川勝元が奪い取り、代金を踏み倒す。（『康富記』）
- 1454年（景泰5年） 志魯・布里の乱。首里城が焼け落ちる。
- 1455年 尚泰久王、和僧道安を朝鮮に遣使、倭寇に拉致された人民を送還するのと引替えに大蔵経を請求。
- 1458年（天順2年） 護佐丸・阿麻和利の乱が起きる。万国津梁の鐘鋳造。
- 1466年 尚徳王が喜界島を制圧。同年、芥隠承琥を使節として足利義政に謁見さしめる。

#### 第二尚氏王統
- 1470年（成化6年） 尚徳王の家臣の金丸（尚円王）が即位する。第二尚氏王統開始。
- 1477年 朝鮮人が与那国島に漂着。帰途に立ち寄った先島、沖縄諸島の島々の様子を本国に伝える[8]。
- 1493年 この頃琉球と「日本甲船」が奄美で紛争となり、琉球が勝利したと記されている[9]。
- 1500年 石垣島でオヤケアカハチの反乱、尚真王が送った琉球軍によって制圧。この頃、宮古島の仲宗根豊見親は与那国島のサンアイイソバを攻める。
- 1501年（弘治14年） 玉陵を建てる。
- 1511年 尚真王が久米島を制圧。
- 1522年 与那国島の鬼虎、宮古島の仲宗根豊見親に征伐さる。
- 1531年 『おもろさうし』第1巻を編集。
- 1532年 宮古島で大嶽城の変起こる。
- 1537年 尚清王、奄美大島の与湾大親を討つ。
- 1542年（嘉靖21年） 陳貴事件が起こる[10]。
- 1557年 尚元王、奄美大島を討伐。
- 1562年 一説には、徳之島に首里大親役「首里之主」派遣とある。
- 1570年 東南アジア貿易を廃止。
- 1571年 尚元王、奄美大島の反乱を制圧。
- 1590年 島津義久、関東平定を成した豊臣秀吉への上洛を尚寧王に進請[11]。
- 1592年 豊臣秀吉が朝鮮出兵のため琉球に賦役を命ずる。
- 1601年 熊普達事件が起こる[12]。
- 1604年 野国総管、甘藷（サツマイモ）を中国よりもたらす。なおこの頃に先島諸島にも各島ばらばらに伝来するが、他の島には波及せず。
- 1609年 薩摩藩の侵攻を受け、支配下に入る（→琉球侵攻）。
- 1611年 儀間真常、木綿の織法を日本よりもたらす。
- 1623年 儀間真常、黒糖の製法を中国よりもたらす。
- 1624年 スペインのルエダ神父が八重山に漂着、八重山キリシタン事件起こる。
- 1625年 大津波により石垣島桴海村が壊滅（八重山島年来記）[13]
- 1631年 薩摩藩が琉球在番奉行を置く。
- 1637年 先島諸島に人頭税を課す（～1903年）。
- 1648年 八重山・波照間島の農民が「大波照間島」に逃散したと伝わる。
- 1650年 羽地朝秀『中山世鑑』を著す。
- 1660年（順治3年） 火災により首里城正殿が焼け落ちる。
- 1665年 羽地朝秀改革を開始。大地震起こる[3][14]。
- 1667年 北谷恵祖事件
- 18世紀 「琉球国惣絵図」が作られる。
- 1701年 蔡鐸『中山世譜』を著す。
- 1709年（康熙48年） 「丑年の大飢饉」当時人口20万人中3,199人の死者を出す[2]。火災により首里城正殿、北殿、南殿などが焼け落ちる。
- 1712年（正徳2年） 首里城修築のため原木2万本を薩摩藩から提供される
- 1719年 玉城朝薫、はじめて「組踊」を上演する。
- 1728年 蔡温、三司官に任ぜられる。
- 1734年 平敷屋・友寄事件
- 1745年 伊差川佑実『球陽』を著す。
- 1760年 大きな地震があり各地の石垣が崩れる[15]。
- 1768年 大地震で浦添ようどれや玉陵の石垣が崩壊する[15][16]。
- 1771年 八重山地震により明和の大津波。先島諸島（宮古・八重山）に甚大な被害。死者・行方不明者約12,000人・家屋流失2,000戸以上[14]。
- 1772年 八重山で凶作、疫病により5,000人弱の死者[14]。
- 1776年 八重山で飢饉、疫病により4,000人弱の死者。人口は八重山地震前の3分の1に減少[14]。
- 1786年 琉球科律が制定される。
- 1802年 八重山で疫病により400人程の死者[14]。
- 1816年 飢饉により1,563人の死者[14]。イギリスの軍艦アルセスト号（英語版）が来航、バジル・ホールが那覇に滞在、『朝鮮・琉球航海記』を著す。
- 1825年 飢饉により3,358人の死者[2]（ - 1827年）。
- 1832年 飢饉により2,455人の直接死者[2]、病死者1,400人を数える[14]。
- 1838年 八重山で疫病により2,000人程の死者[14]。
- 1846年 イギリス人宣教師ベッテルハイムが来琉。
- 1849年 割重穀事件起こる。
- 1851年 ジョン万次郎が来琉。
- 1852年 宮古島飢饉により3,000人の死者[2]。ロバート・バウン号事件起こる。
- 1853年 アメリカ海軍のペリー提督が来航する。翌年琉米修好条約に調印。
- 1854年 宮古島、久米島で熱病が流行し600人程の死者[14]。多良間騒動事件。
- 1855年 フランス帝国のニコラ・ゲランが来航。琉仏修好条約に調印。
- 1857年 オランダ王国と琉蘭修好条約に調印。
- 1859年 牧志恩河事件が起こる。
- 1860年 落書事件が起こる。
- 1871年 台湾で宮古島島民遭難事件。
- 1872年（明治5年） 日本政府が琉球藩を設置（琉球処分）、尚泰王を「琉球藩王」に封ずる。
- 1873年（明治6年） 宮古島沖にドイツの商船エル・イ・ロベルトソン号が座礁。

復元された首里城
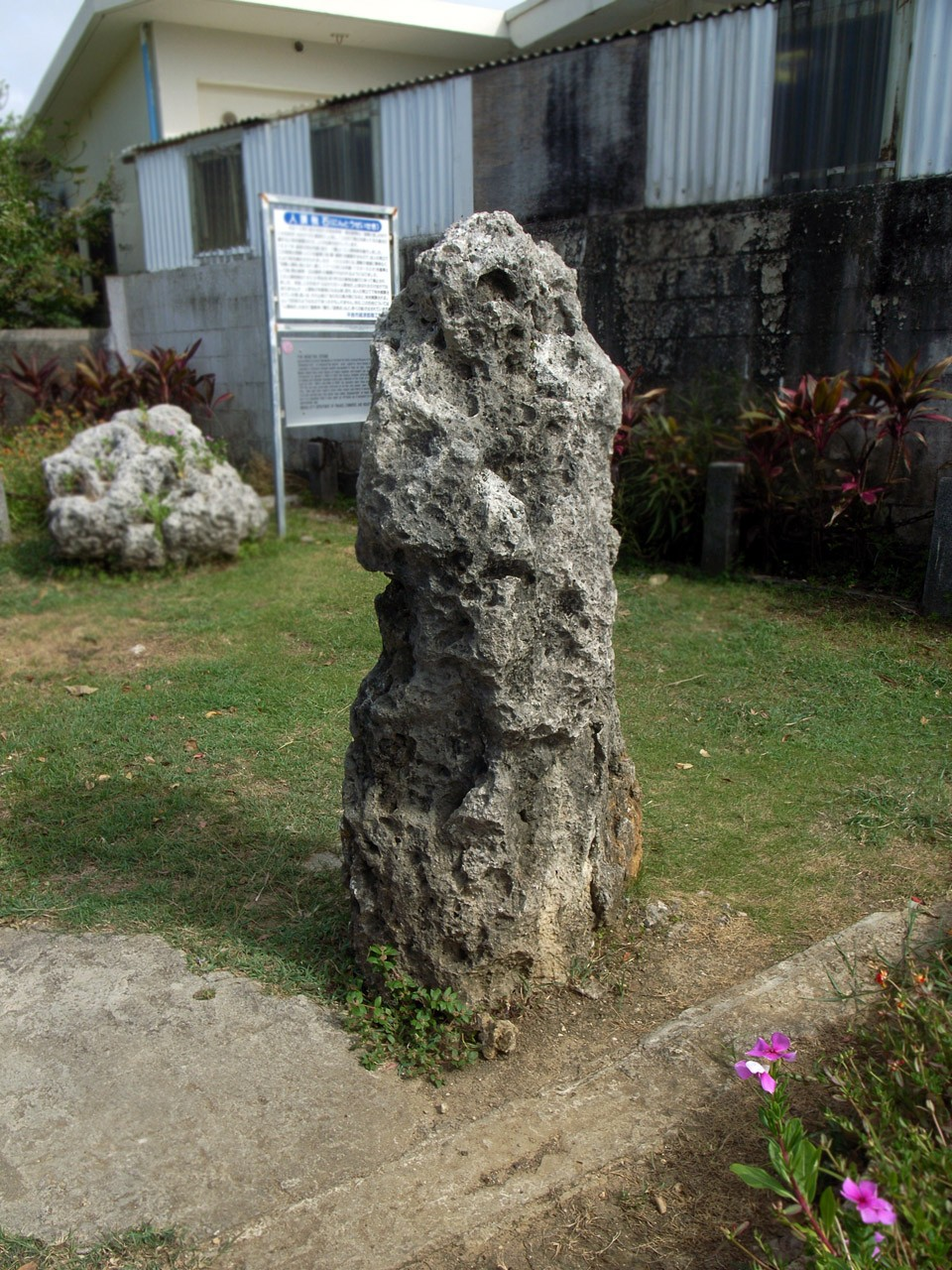
人頭税石（宮古島）

### 琉球処分後
- 1879年（明治12年） 廃藩置県により、琉球藩は廃止され尚泰は東京に連行、その後沖縄県が設置。これにより正式に琉球王国は消滅する。本島でのコレラ流行により6,400人程の死者を出す[14]。
- 1881年（明治14年） 上杉茂憲沖縄県令着任。教育普及、人材育成、技術改良、人身売買禁令など旧弊の改革に着手。1883年（明治16年）県令解任の際、金壱千五百圓の私財を奨学資金として県に寄付。
- 1882年（明治15年） 大きな地震があり市中各地の石垣が崩れる[15]。
- 1886年（明治19年） 県下で義務教育令施行。
- 1892年（明治25年） 奈良原繁、沖縄県知事（ - 1908年（明治41年））に着任。中村十作、宮古で真珠養殖事業を興す。
- 1893年（明治26年） 「琉球新報」創刊。
- 1894年（明治27年） 日清戦争開戦（ - 1895年）。
- 1896年（明治29年） 日本電信電話公社が鹿児島 - 奄美 - 沖縄本島間に電信用の海底ケーブルを敷設[17]。宮古列島以西に西部標準時が設定される。
- 1898年（明治31年） 間切島規程（吏員規程、間切島会規程）施行[18]。県下で徴兵令施行（先島は1904年より）
- 1899年（明治32年） 沖縄県土地整理法施行。戦前の沖縄版地租改正に着手[19]。
- 1903年（明治36年） 土地整理事業完了。先島諸島の人頭税廃止。旧慣温存政策の終結。
- 1904年（明治37年） 沖縄明治大干魃（「ナナチチヒャーイ」）。日露戦争下であったが明治天皇より下賜金二千五百圓（当時）と救済食糧を受賜。
- 1905年（明治38年） 久松五勇士、ロシアバルチック艦隊の通報に尽力す。
- 1908年（明治41年） 間切制が廃止され、「沖縄県及び島嶼町村制」が施行される。1920年（大正9年）に指定解除。
- 1909年（明治42年） 沖縄県議会設置。大きな地震があり各地の石垣が崩れる、死者1名[15]。
- 1912年（明治45年/大正元年） 衆議院議員総選挙実施。ただし先島諸島へは1919年（大正8年）に適用。
- 1914年（大正3年） 首里－那覇間に電車開通（→沖縄県の鉄道も参照）。
- 1917年（大正6年） 「先島新聞」創刊。
- 1919年（大正7年） 宮古でコレラ流行、900人の死者を出す。
- 1921年（大正10年） 皇太子裕仁親王[20]、訪欧の途中首里、那覇に立ち寄り、最初で最後の訪沖となる。「八重山日報」創刊。
- 1922年（大正11年） 民俗学者ニコライ・ネフスキー、宮古を訪問。
- 1926年（大正15年） 大きな地震があり各地の石垣が崩れる[15]。
- 1927年（昭和2年） - 1932年（昭和7年） 首里城修復工事。
- 1937年（昭和12年） 宮古列島以西の西部標準時廃止。
- 1940年（昭和15年） 宮古・伊良部渡船伊良部丸遭難事故。73名の死者を出す。
- 1942年（昭和17年） NHK沖縄放送局、ラジオ放送開始。
- 1944年（昭和19年） 対馬丸事件。

### 戦後

#### アメリカ統治時代
- 1945年（昭和20年） 一心丸・友福丸事件、沖縄戦。首里城焼失。全島がアメリカ軍を中心とした連合軍の占領下に置かれる。9月20日、沖縄本島の収容所で行われた市会議員選挙で、女性参政権が認められ選挙が行われた。[21]
- 1946年（昭和21年）SCAPIN677により連合国よりアメリカ軍政へ移管。
- 1946年（昭和21年）沖縄民政府発足。沖縄諮詢会で互選された志喜屋孝信が知事に就任。
- 1947年（昭和22年） 与那国島近海地震、死者5名。
- 1948年（昭和23年） B円以外の通貨流通が禁止される。
- 1950年（昭和25年） 琉球列島米国民政府（USCAR）発足。
- 1951年（昭和26年） 首里城跡に琉球大学が開学。
- 1952年（昭和27年） 琉球政府が設置される。
- 1958年（昭和33年） B円がアメリカドルに切り替えられる。首里城跡に守礼門再建始まる。石垣島近海地震、死者2名。
- 1960年（昭和35年） 沖縄県祖国復帰協議会設立。チリ地震津波、名護市で被害、死者3名。
- 1965年（昭和40年） 佐藤栄作首相沖縄訪問。
- 1966年（昭和41年） 与那国島近海地震、死者2名。
- 1967年（昭和42年） 沖縄放送協会、テレビ放送開始。
- 1968年（昭和43年） 行政主席選挙実施。
- 1970年（昭和45年） 沖縄復帰を見込み、日本国政参加選挙実施。コザ暴動が起こる。

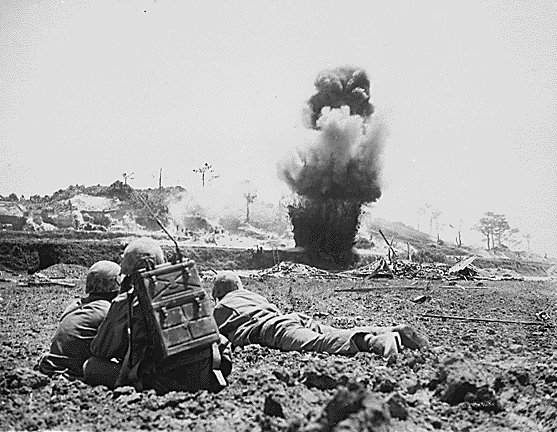
防空壕内への砲撃（沖縄戦）
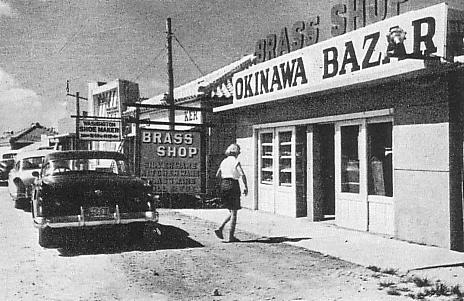
アメリカ人向け土産物店

#### 本土復帰から現在まで
- 1972年（昭和47年）日本に復帰する。（→沖縄返還）
- 1973年（昭和48年） 沖縄特別国体（若夏国体）開催。
- 1975年（昭和50年） 沖縄国際海洋博覧会が開催される。皇太子明仁親王[20]・美智子妃が訪沖、ひめゆりの塔事件。
- 1977年（昭和52年） 久米島で雪を観測。日本における降雪の南限記録となる。
- 1978年（昭和53年） 自動車の右側通行が左側通行に変更される（→730）。
- 1981年（昭和56年） 翌年にかけて日本最長の326日間にわたる給水制限が実施される（→昭和56-57年沖縄渇水）。
- 1987年（昭和62年） 第42回国民体育大会（海邦国体）開催。
- 1989年（平成元年） 琉球大学移転に伴い首里城再建工事本格化。
- 1992年（平成4年） 首里城正殿等を復元、首里城公園開園。宮古・池間島を結ぶ池間大橋が開通。
- 1995年（平成7年） 沖縄米兵少女暴行事件が発生し、普天間基地移設問題に波及。宮古・来間島を結ぶ来間大橋が開通。
- 1997年（平成9年） 日米間で普天間飛行場の返還を含む基地移転案に基本合意。
- 2000年（平成12年） 九州・沖縄サミットが開かれる。首里城、グスク（今帰仁・座喜味・勝連・中城）、玉陵、識名園、斎場御嶽など「琉球王国のグスク及び関連遺産群」が世界遺産に登録される。
- 2002年（平成14年）沖縄美ら海水族館が開園。大水槽および水槽のパネルは当時世界最大規模。
- 2003年（平成15年） 那覇空港 - 首里間に沖縄都市モノレール（ゆいレール）が開通。9月、宮古島で最大瞬間風速74.1mを観測。
- 2004年（平成16年） 明仁天皇[20]、宮古を初訪問。沖縄国際大学に米軍ヘリコプターが墜落する (沖国大米軍ヘリ墜落事件)。普天間基地返還の要求が強まる（以降は同項目を参照）。
- 2005年（平成17年） 古宇利大橋開通。
- 2010年（平成22年） 沖縄本島近海で地震が発生。約100年ぶりの震度5以上を観測。
- 2012年（平成23年） 政府により尖閣諸島国有化。
- 2015年（平成27年） 宮古・伊良部島を結ぶ伊良部大橋開通。日本最長の無料橋。
- 2019年（令和元年） 火災により首里城正殿、北殿、南殿などが焼け落ちる。
- 2022年（令和4年） 復帰後初めて沖縄県の人口が減少。

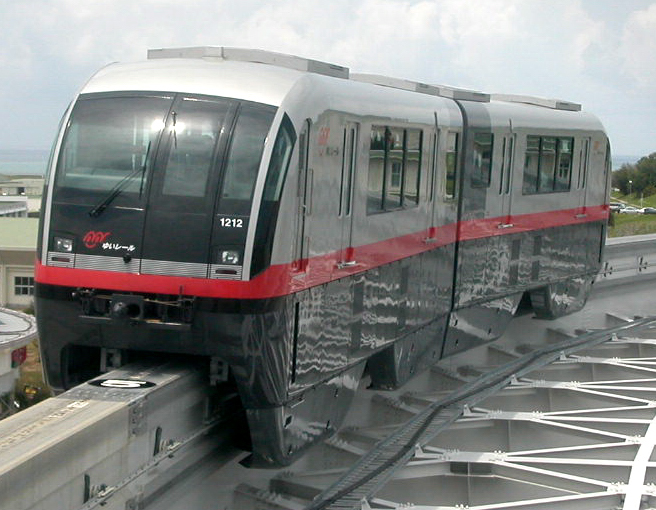
沖縄都市モノレール線（ゆいレール）

### 注記
1. ↑  なお「漂着」とする説が見られるが、文献、研究書で漂着と解しているものは見られず、原文も単に『同到阿児奈波』としているだけである。
2. ↑  諸説あり